# Arnoud Spiering van Aalburg

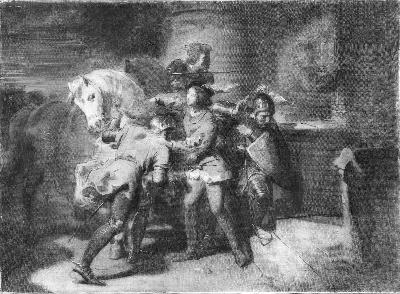
Jacoba van Beieren in mannenkleding op de vlucht met haar drie helpers, met de klok mee Diederik van der Merwede (op paard), Vos van Delft, Jacoba van Beieren en Arnoud Spiering van Aalburg volgens 19e-eeuwse traditie. tekening Johannes Hinderikus Egenberger.

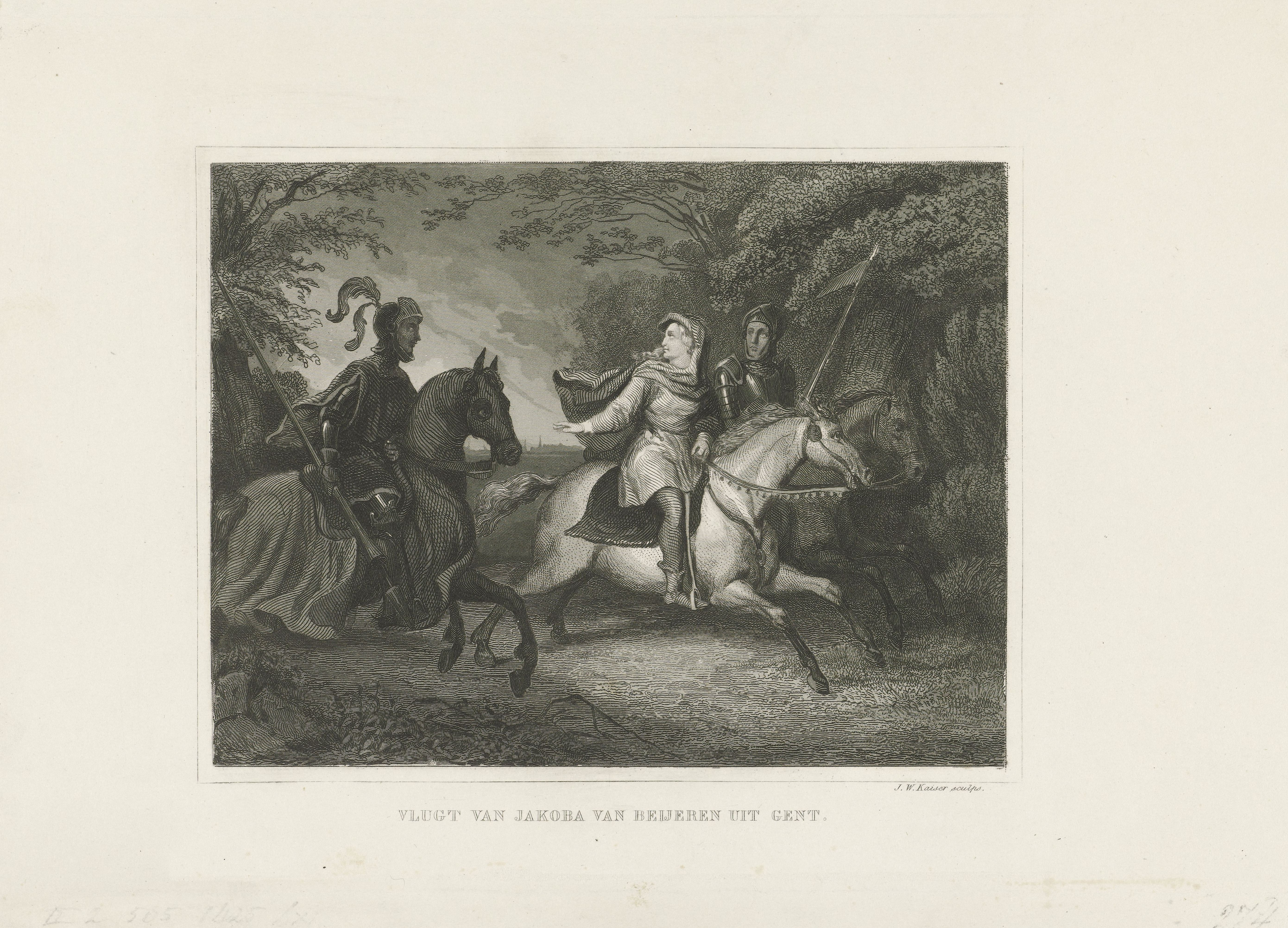
Vlucht van Jacoba van Beieren uit Gent met twee soldaten in 1425, gravure van Johann Wilhelm Kaiser uit circa 1860.

Arnoud Spiering van Aalburg (15e eeuw) was een schildknaap, schout en speelde een rol in de Hoekse en Kabeljauwse twisten. In zijn bijdrage aan de ontsnapping van Jacoba van Beieren uit Gent in 1425, werd hem net als Jan van Schaffelaar en Albrecht Beiling door 18e- en 19e-eeuwse literaire schrijvers, schilders en dichters een heldenrol toegedicht in de Romantische periode.
Tot 1860 dacht men dat het om de "heren Spiering en Aalburg" ging, maar na de vondst van correspondentie brieven bleek het om één persoon te gaan met de naam Spiering van Aalburg.

## Afkomst & carrière
Het geslacht Spiering kwam voort uit een bastaardtak van de heren van Heusden en ontstond in de 12e eeuw. Vanaf de 14e eeuw ontstonden de geslachten van "Spiering van Veen", "Spiering van Aalburg" en "Spiering van Well" vernoemd naar bezitting buiten de stad Heusden. Het geslacht "Spiering van Aalburg" werkte zich op tot een patriciërsgeslacht dat functies als drost, schout of burgemeestersposten bemachtigde.
In 1411 zou Arnoud Spiering van Aalburg benoemd zijn tot drost van Heusden en in 1417 opnieuw, nu door Jacoba van Beieren op een samenkomst waar zij door de edelen werd erkend als landsvrouw. Kort daarna zou Jan IV van Brabant hier een stokje voor hebben gestoken en stelde Arent van Zevenbergen aan als drost. Hiermee koesterde Spiering van Aalburg een wrok tegen Jan van Brabant en trouw aan Jacoba van Beieren.
Edmund van Dynter spreekt over partij vorming binnen Heusden na 1420, de eene onder Arent van Zevenbergen en de oppositie onder de leiding van Arend Spiering van Aalburg. De stromingen die de heren vertegenwoordigen deelt Dynther niet mee. Dat Spiering mogelijk een oppositie voerde lag mogelijk een persoonlijke aard aan ten grondslag, hij werd in 1419 afgezet als drossaard en had nog circa 1200 Engelse nobelen tegoed en de heer van Zevenbergen moest garant staan voor dit bedrag.

### Ontsnapping van Jacoba van Beieren
Na de Inname van Henegouwen op 6 juni 1425 werd Jacoba van Beieren gevangen gezet door Filips de Goede op het Gravensteen in Gent. In haar cel kreeg ze op gezette tijden bezoek, zoals van haar moeder Margaretha van Bourgondië en edelen die haar trouw waren gebleven, en er ontstond contact via brievenpost. Op die manier probeerden Hoekse edelen als Jan II van Montfoort, Willem van Brederode en Dirk van der Merwede met haar in contact te komen.
Na drie maanden waren er plannen gemaakt voor een ontsnapping op en rond de nacht van 30 op 31 augustus 1425. Jacoba wist zich te ontdoen van haar bewakers en zou via een touw of geknoopte lakens, via haar raam in mannenkleding naar het voorhof van het Gravensteen zijn gegaan, waar Dirk van der Merwede en twee schildknapen haar opwachtten, waaronder Spiering van Aalburg. In de nacht vluchtte ze met paarden richting Antwerpen, waar ze over de Schelde werden gezet per boot, om na drie dagen aan te komen in Woudrichem. Vervolgens kwam ze aan in Vianen en werd kort daarna gehuldigd in Oudewater, Schoonhoven en Gouda.
Over het verdere leven van Arnoud Spiering van Aalburg is verder weinig bekend. Hij zou in het najaar van 1425 Jacoba van Beieren in Heusden ontvangen hebben en zou bij het beleg van Haarlem (1426) aanwezig zijn geweest. In 1429 zou hij de ambacht van Herpt hebben gekregen als dank voor zijn diensten voor Jacoba van Beieren. Tussen 1434-1436 diende een hofdame met de naam Spiering van Aalburg onder Jacoba van Beieren; ze was waarschijnlijk een zuster of nicht van Arnoud. De naam "Arent" Spiering van Aalborg komt in een "Schepenen" lijst van Heusden voor tussen 1442-1444 en kan mogelijk om dezelfde persoon gaan, maar een verwant behoort ook tot de mogelijkheden.